# Изжога
Изжо́га — ощущение дискомфорта или жжения за грудиной, распространяющегося к верху от эпигастральной (подложечной) области, иногда отдающего в область шеи. Гастроэзофагеальный (желудочно-пищеводный) рефлюкс — врачебное название. Не путать с жжением в эпигастрии, что может быть симптомом гастрита.

## Распространённость
В развитых странах изжога встречается у 20-50 % населения. Частая изжога (не реже раза в неделю) в странах Западной Европы и Северной и Южной Америки и Турции составляет 10-20 %, в других странах Азии — 5 %. В США изжогу испытывают не реже раза в месяц более 60 млн жителей, а 15 млн из них — ежедневно. Согласно опросу 2003 года, проведенному в Москве, частая изжога (чаще раза в неделю) встречалась примерно у 18 %, редкая (реже раза в неделю) — примерно у 22 %. Имеются данные, что от изжоги страдают 50 млн европейцев, в том числе изжогу во Франции когда-либо испытывали около 20 % жителей, в Швеции — 40 %. В России изжогу испытывают изредка 48,5 % женщин и 51,4 % мужчин, частые жалобы имеются у 3,7 % женщин и 1,2 % мужчин.

## Причины изжоги
В популярных публикациях для пациентов говорится, что изжога — это результат воздействия кислоты желудочного сока на слизистую оболочку пищевода, попадающей из желудка в результате гастроэзофагеальных рефлюксов или регургитации. В других источниках отмечается, что кроме соляной кислоты, повреждающую роль играют также пепсин, желчные кислоты, лизолецитин, ферменты поджелудочной железы.
Кислота, а также другие вредные для пищевода ингредиенты попадают в пищевод из желудка вследствие ретроградного движения содержимого желудка в пищевод через нижний пищеводный сфинктер (НПС), вызываемого гастроэзофагеальными рефлюксами (ГЭР) или регургитацией.
Гастроэзофагеальные рефлюксы, в свою очередь, происходят из-за того, что нижний пищеводный сфинктер разжимается не только при прохождении болюса из пищевода в желудок, но и в иные моменты. ГЭРы бывают и у здоровых людей, однако часто повторяющиеся ГЭРы являются отклонением от нормального состояния и причиной этих рефлюксов является недостаточная замыкательная функция нижнего пищеводного сфинктера.
Изжога часто встречается у беременных.

## Изжога — симптом различных заболеваний
Наиболее тесно изжога коррелирована с гастроэзофагеальной рефлюксной болезнью (ГЭРБ). Согласно докладу Генвальской конференции (1999 г.) изжога является важнейшим симптомом ГЭРБ. При этом, если изжога — главный или единственный симптом, то у 75 % пациентов причина изжоги — ГЭРБ. В обратную сторону, изжога — самый частый симптом ГЭРБ и имеется она, как минимум у 75 % больных ГЭРБ.
Изжога часто (но не всегда) вызывает воспаление слизистой оболочки пищевода — эзофагит. Если при этом наблюдается ГЭРБ, то такое заболевание называется рефлюкс-эзофагит. Изжога также может сигнализировать о состояниях и заболеваниях, являющимися осложнениями ГЭРБ: пептической язве пищевода, стриктурах пищевода, пищеводе Барретта (являющийся потенциально предраковым заболеванием) и аденокарциноме пищевода. Причиной изжоги могут быть также нарушения моторики пищевода, желудка и двенадцатиперстной кишки.

## Функциональная изжога (заболевание)
Функциональная изжога — заболевание пищевода, определяемое как «ощущения жжения или боли за грудиной, рефрактерного к оптимальной терапии антисекреторными препаратами (удвоенная по сравнению со стандартной доза, принимаемая ежедневно, до первого приёма пищи) при отсутствии у пациента патоморфологических изменений слизистой оболочки пищевода, характерных для ГЭРБ, а также структурных и двигательных нарушений пищевода, способных объяснить эти жалобы». При функциональной изжоге отсутствует связь между неприятными ощущениями у пациента и гастроэзофагеальными рефлюксами, кислыми и некислыми. Для установления отсутствия такой связи обязательно используются функциональные методы исследования, в частности, импеданс-pH-метрия пищевода.

## Инструментальные исследования

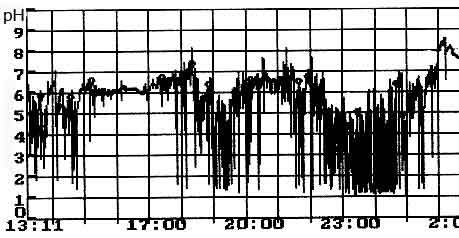
Фрагмент условной суточной pH-граммы пациента, страдающего изжогой и обширными гастроэзофагеальными рефлюксами

Изжога является симптомом различных заболеваний желудочного-кишечного тракта (ЖКТ). В некоторых случаях возможна диагностика и назначение лечения только на основе расспроса больного, в других — требуются инструментальные обследования ЖКТ пациента. Наиболее распространённым является эзофагогастроскопия — процедура, при которой врач с помощью эндоскопа осматривает поверхность пищевода и желудка и делает заключение о состоянии слизистой оболочки. При отказе пациента от этого исследования, может быть назначено рентгеноконтрастное исследование верхних отделов ЖКТ, которое менее информативно, но оно может помочь обнаружить сужения пищевода и наличие грыжи пищеводного отверстия диафрагмы.
Исследованием, позволяющим выявить количественные характеристики воздействия кислоты желудочного сока на пищевод, является суточная pH-метрия. При этой процедуре пациенту через нос вводится тонкий pH-зонд, с помощью которого у пациента, ведущего обычный образ жизни, ведется запись значений кислотности в одной-двух точках пищевода и желудке. Для исследования запирающей способности нижнего пищеводного сфинктера и моторики пищевода применяется манометрия пищевода.

## Факторы, увеличивающие вероятность гастроэзофагеальных рефлюксов и изжоги
Изжога часто возрастает после шоколада, кофе, крепкого чая, мяты, жирных блюд, цитрусовых, горячих, газированных или спиртных напитков. Факторами, провоцирующими изжогу, являются переедание, прием пищи менее чем за 2–3 часа до сна. Изжогой чаще страдают лица с избыточным весом. Курение табачных изделий стимулирует секрецию кислоты в желудке, а также способствует расслаблению нижнего пищеводного сфинктера. Изжога происходит чаще при горизонтальном положении тела пациента, а также при наклонах и изгибаниях тела. Изжогу может провоцировать тесная, стягивающая живот одежда. Наличие грыжи пищеводного отверстия диафрагмы также несколько увеличивает вероятность изжоги.

## Изменение образа жизни
Пациенты, страдающие изжогой, должны постараться внести коррективы в свой образ жизни, соблюдать диету. Отказ от перечисленных выше продуктов, приём пищи меньшими порциями, но более часто, отказ от еды перед сном, уменьшение веса тела, отказ от курения и алкоголя, стягивающей одежды, сон на кровати с поднятым изголовьем могут положительно влиять на состояние больного и уменьшить число эпизодов изжоги.
Есть меньше, но чаще (4-6 раз в день). При таком режиме питания желудок не будет пустовать, а значит, в нем будет вырабатываться меньше кислоты. Есть нужно медленнее, чтобы затормозить секреторную деятельность. Ужинать следует за 3 часа до отхода ко сну. После еды пейте воду, чтобы очистить пищевод.

## Медикаментозная терапия
Изжогу купируют нейтрализующими кислоту препаратами, в частности, безрецептурными антацидами и альгинатами. Предполагается, при этом, что первичную консультацию по приёму этих препаратов пациент получает в аптеке. В связи с тем, что в США к безрецептурным средствам относятся также некоторые ингибиторы протонной помпы, то они также присутствуют в рекомендациях пациентам по лечению изжоги и ГЭРБ среди препаратов, которые выбираются больными с участием провизоров.
Согласно позиции многих современных российских и зарубежных гастроэнтерологов, в том числе Научного общества гастроэнтерологов России, основным классом препаратов, которые должны назначаться врачом при обращении пациентов с жалобой на изжогу, должны быть ингибиторы протонной помпы.

## Хирургическое лечение
В наиболее тяжелых случаях, когда имеется недостаточная замыкательная функция нижнего пищеводного сфинктера, не поддающаяся терапевтическому лечению, выполняется хирургическая операция, направленная на коррекцию этой функции. Перспективным направлением хирургического лечения являются антирефлюксные лапароскопические операции с формированием в области «некомпетентного» нижнего пищеводного сфинктера искусственного сфинктера, моделирующего строение замыкательного механизма, для улучшения непосредственных и отдаленных результатов хирургического лечения больных рефлюксной болезнью.